# مالیات بر اینترنت
مالیات بر اینترنت در سال ۱۹۹۶، توجه چند ایالت و شهرداری آمریکا را به عنوان یک منبع بالقوه از درآمد مالیاتی جلب کرد.
قانون آزادی مالیاتی اینترنت سال ۱۹۹۸ گسترش مالیات مستقیم بر اینترنت را متوقف کرد، اما هنور قانون مالیات بر اینترنت در ۱۰ ایالت کشور اجرا می‌شد. تنها در ایالات متحده، حوزه‌های قضایی مالیات تعداد ۳۰٬۰۰۰ شکایت بر موضوع مالیات بر اینترنت را ثبت کردند. اگرچه این قانون، مالیات بر فروش خریدهای آنلاین را تحت تأثیر قرار نداد. وضع مالیات همچنان با نرخ‌های متفاوتی بسته به صلاحیت دادگاه ادامه داشت، به همان صورتی که سفارش‌ها تلفن و پست مشمول مالیات می‌شود.

## انواع مالیات بر اینترنت

### مالیات دسترسی به اینترنت
مالیات دسترسی به اینترنت به‌طور معمول به شکل مالیات بر رساننده خدمات اینترنتی (ISP) بر هزینه‌های دسترسی وضع می‌شود. ISPها این مالیات‌ها را بر کاربران وضع می‌کنند. در حال حاضر، این هزینه‌ها به‌طور معمول در سطح ایالتی تحمیل می‌شوند. هیچ مالیات ملی بر هزینه کاربران ISP وضع نمی‌شود. هیچ شرح یکسانی از مالیات بر دسترسی به اینترنت در دسترس نیست؛ در بعضی ایالت‌ها آن را در دسته مالیات بر فروش قرار می‌دهند، و در برخی از سایر ایالت‌ها در دسته مالیات بر ارتباطات از راه دور قرار می‌گیرد؛ و آن‌ها به عنوان هزینه‌های خدمات در نظر گرفته می‌شوند، که معمولاً معاف از مالیات است، و هنوز هم در سایر ایالت‌ها به این شکل است. ده ایالت (که بنیان‌گذاران مالیات بر اینترنت هستند، قانون آزادی مالیات بر اینترنت را اجرا نکردند و به عنوان بخشی از یک توافق سیاسی به همان صورت عمل می‌کنند) مجاز شدند به طرقی مالیات بر هزینه‌های ISP را فراهم کنند. ده ایالات شامل هاوایی، نیوهمپشایر، نیومکزیکو، داکوتای شمالی، اوهایو، داکوتای جنوبی، تنسی، تگزاس، واشنگتن و ویسکانسین هستند. بر اساس تبصرهٔ موجود در قانون آزادی مالیاتی اینترنت، تگزاس در حال حاضر بر هزینه‌های دسترسی به اینترنت که ماهانه بیش از ۲۵٫۰۰ $ باشد مالیات وضع می‌کند. تگزاس مالیات بر هزینه‌های دسترسی به اینترنت را قبل از تصویب ITFA تحت عنوان " خدمات مشمول مالیات " با کد § ۱۵۱٫۰۱۰۱(a) جمع‌آوری می‌کرد. تگزاس کد مالیاتی خود را با تعریف "خدمات دسترسی به اینترنت" تحت شمول "خدمات مشمول مالیات" اصلاح کرد و اولین ۲۵٫۰۰ $ هزینه ماهانه را معاف از مالیات کرد، کد فعلی تگزاس با کد مالیاتی § ۱۵۱٫۳۲۵ و ۱۵۱٫۰۱۰۱(a) قابل مشاهده است.

### مالیات بر ایمیل
مالیات بر ایمیل نوعی خاص از bit-tax است (نوعی از مالیات که بر حجم اطلاعات دیجیتالی ارسالی که به صورت الکترونیکی ارسال می‌شود، در هر واحد از زمان وضع می‌شود)، که مالیات بر حجم ایمیل ارسالی یا دریافتی، که با تعداد پیام‌ها یا اندازه داده‌ای پیام‌ها کمٌی می‌شود، وضع می‌شود. این نوع از مالیات در گزارش سال ۱۹۹۹ توسط برنامه توسعه سازمان ملل متحد عنوان «جهانی شدن با چهره انسانی» ذکر شد، به عنوان نوعی از bit-tax، که اگر در سطح جهانی اجرا شود، آن را در حدود ۷۰ میلیارد دلار (US) بالا می‌برد. مالیات بر ایمیل موضوع بسیاری از حقه‌های اینترنتی و سیاسی بوده‌است. اعمال مالیات‌ها بر ایمیل توسط دولت ایالات متحده آمریکا یا هر یک از تقسیمات سیاسی آن به وسیله قانون آزادی مالیات بر اینترنت ممنوع است.

## مسائل مفهومی
فراتر از پرسش‌هایی در مورد وضع مالیات مستقیم بر دسترسی به اینترنت از طریق انواع مالیات ها¬ مانند bit-tax، مالیات بر پهنای باند، مالیات بر ایمیل، و هزینه‌های داشتن حق امتیاز و نمایندگی، نگرانی در مورد مسئله مرتبط به اعمال مالیات‌های فروش بر فروش کالاها و خدمات از طریق اینترنت است. این مالیات توسط قانون فدرال ممنوع نیست، بلکه با یک سری از تصمیمات دیوان عالی ایالات متحده آمریکا، از جمله Quill Corp. v. North Dakota که به ترتیب یکی اقدام به اعمال مالیات بر مصرف و دیگری یک شرکت خرده فروشی لوازم اداری است، ممنوع شده‌است. این موارد وضع مالیات در سطح ایالت بر فروش داخل ایالت توسط فروشندگانی که حضور فیزیکی قابل توجهی ندارند موجب نقض بند تجارت - Commerce Clause - قانون اساسی ایالات متحده آمریکا می‌شود. به علت این منع قانونی در جمع‌آوری مالیات بر فروش از به اصطلاح فروش «از راه دور» از طریق اینترنت، موضوع حوزه‌های محلی مالیات کالاها و خدمات خریداری شده از خارج از ایالت توسط ساکنان آن ایالت با استفاده از اینترنت، هنوز به سوالات مفهومی که در زیر مورد بحث قرار گرفته پاسخ نداده است. موضوع tax-free shopping را ببینید.

### محل
مسئله مکان کاربران اینترنت، طرف‌های مقابل کاربر در یک معامله تجاری، امکانات مرکز ارائه دهنده خدمات شامل هر نوع از سازمان‌های تجاری درگیر، و حتی سرورها و سوئیچ ها- برای اهداف مالیاتی مهم هستند. به عنوان مثال، از نه ایالت آمریکا که در حال حاضر از طرقی بر دسترسی مالیات وضع می‌کنند، چهارتای آن‌ها به مسئله محل اشاره کردند. در هر مورد، ارائه خدمات و صدور صورت حساب، هر دو باید در ایالت انجام پذیرد. کنتیکت - ایالتی است از ایالت‌های نیوانگلند آمریکا در شمال شرقی این کشور- به این صورت موضع‌گیری کرده که بار مسئولیت و تعیین اینکه آیا این چنین است بر عهده رساننده خدمات اینترنتی است. اما به‌طور کلی، هیچ راه ساده‌ای برای تعیین محل وجود ندارد، با توجه به اینکه عمدتاً اینترنت هیچ مرز و حدودی ندارد. کاربران می‌توانند و به‌طور معمول هم به حساب‌های خود از مکان‌هایی از راه دور متصل می‌شوند؛ ارائه دهندگان خدمات هم تقریباً همیشه در حوزه‌های قضایی مالیاتی متعدد واقع شده‌اند؛ و خود ترافیک داده‌ای، از طریق معماری بسته سوئیچ اینترنت، از طریق مکان‌های بی‌شماری مسیریابی می‌کند. چنین مسائلی نه تنها به دلایل عملی تعیین شمول مالیات و اجرای آن مهم است، بلکه به این دلیل که قانون اساسی ایالات متحده آمریکا مستلزم آن است که یک ایالت یا زیرشاخه‌های حوزه‌های قضایی مالیات با تراکنش‌ها و تبادلات به منظور اعمال قدرت مالیات بر آن «پیوند» دارند، و این تصمیم دقیقاً بر چنین ملاحظاتی استوار است.

### هزینه راه اندازی یا هزینه ماهیانه
در ایالات متحده، برخی ایالت‌ها و مقامات مالیاتی بین هزینه اولیه راه اندازی برای دسترسی به اینترنت و صدور صورت حساب ماهانه، ساعتی، یا در هر دقیقه برای دسترسی واقعی، تمایز قائل شدند. نبراسکا - که یکی از ایالت‌های غرب میانه آمریکا به‌شمار می‌رود – مالیات بر راه اندازی اولیه را وضع می‌کند، اما تنها در صورتی که نرم‌افزار عرضه شده باشد و صورت حساب ماهیانه مالیات وضع نمی‌کند. از سوی دیگر، تنسی - یکی از ایالت‌های جنوبی آمریکا - بر هر دو مالیات وضع می‌کند.

### محصولات در مقابل خدمات
یک موضوع اساسی در تعیین اینکه آیا دسترسی به اینترنت و استفاده از اینترنت از طرق گوناگون، در کدام دسته از انواع مالیات‌ها قرار می‌گیرد، است. آیا مالیات بر فروش است، مالیات بر استفاده - Use tax -، مالیات بر ارتباطات راه دور، ترکیبی از این مالیات‌ها، یا هیچ‌کدام از انواع مالیات‌ها، و اینکه، آیا دسترسی به اینترنت یا استفاده از آن، " کالا " به حساب می‌آید یا " خدمت ". اگر دسترسی به اینترنت یا استفاده از آن یک خدمت تلقی شود، به‌طور کلی هیچ فروش یا مالیات بر استفاده‌ای اعمال نمی‌شود، در حالی که نرخ و انواع مالیات ارتباطات از راه دوری که اعمال شود می‌تواند متفاوت باشد. با این حال اگر دسترسی نیاز به دانلود نرم‌افزار کاربر داشته باشد، برخی از ایالت‌های ایالات متحده (به عنوان مثال، ماساچوست) ممکن است که آن را نوعی "فروش مشمول مالیات" بر کالا برای ساکنان خود تلقی کنند.

### جمع‌آوری مالیات
جمع‌آوری مالیات‌های اینترنت مجموعه‌ای پیچیده از مسائل را پیش رو قرار می‌دهد. این شامل این می‌شود که آیا ایالت‌ها خودشان باید اقدام به جمع‌آوری مالیات‌ها بکنند؛ آیا بار مسئولیت جمع‌آوری مالیات‌ها باید بر عهده ارائه دهنده خدمات اینترنت قرار گیرد؛ این که تا چه حد خرده فروشان یا واسطه‌های مالیات بر ارزش افزوده می‌توانند نیاز باشند با انجام وظایف جمع‌آوری مالیات‌ها را قبول کنند؛ و در تمامی موارد، راه‌هایی که از طریق آن می‌توان جمع‌آوری مالیات‌ها را با دقت و صراحت توسط حوزه‌های قضایی مالیات اعمال کرد. ریشه این مسائل از دو بحث نشات می‌گیرد. اول اینکه مطابق قانون اساسی، نیاز جمع‌آوری مالیات از کسب و کارهای اینترنتی مربوط به بند «فرایند کاری عادلانه» و «تجارت» قانون اساسی است که نیاز به اقدام عادلانه توسط دولت، بدون تحمیل بار اضافی بر تجارت بین ایالتی است. دوم این که آیا سود اقتصادی حاصل از مالیات، بر هزینه‌های اقتصادی ناشی از اجرای مالیات می‌چربد؟

## قانون فعلی و چشم‌انداز آینده
قانون آزادی مالیاتی اینترنت سال ۱۹۹۸ توسط نماینده مجلس نمایندگان ایالات متحده آمریکا، کریستوفر کاکس، R-CA و یکی از اعضای مجلس سنای ایالات متحده آمریکا ران وایدن، در تلاش برای ترویج و حفظ ارزش تجاری بالقوه اینترنت نوشته شده و در ۲۱ اکتبر ۱۹۹۸، توسط رئیس جمهور وقت بیل کلینتون به صورت قانون امضا شد. این قانون فدرال، ایالت، و دولت‌های محلی را از دریافت مالیات دسترسی به اینترنت و از اعمال اینترنت تبعیض‌آمیز منع می‌کند - تنها مالیات‌هایی مانند Bit-Tax، مالیات بر پهنای باند، و مالیات ایمیل مجاز است. این قانون همچنین اعمال مالیات‌های متعدد بر روی تجارت الکترونیک را منع می‌کند.
لایحه سال ۱۹۹۸ از سال اصلی تصویب سه بار توسط کنگره ایالات متحده تمدید شده و آخرین بار هم در ۳۰ اکتبر سال ۲۰۰۷ برای مدت ۷ سال تمدید شد. در ۱۱ فوریه سال ۲۰۱۶ کنگره ایالات متحده آمریکا قانون دائمی آزادی مالیاتی اینترنت را تصویب کرد و این لایحه به منظور دریافت امضای رئیس جمهور باراک اوباما فرستاده شد.

## مالیات بر اینترنت خارج از ایالات متحده
در سال ۲۰۱۴، پادشاهی بوتان (کشور) - کشوری است در جنوب آسیا - ۵٪ مالیات فروش بر تمام خدمات اینترنت تحمیل کرد.
دولت پاکستان ۱۴٪ مالیات بر اینترنت را در سراسر پاکستان تحمیل کرده‌است. با این رشد جدید مالیات که قابلیت اصلاح شدن را هم دارد، ۱۴٪ از مقدار قبض را شامل می‌شود، که انتظار می‌رود کاهش استفاده از اینترنت در سراسر پاکستان دیده شود. اکثریت قریب به اتفاق مردم با وبسایت‌های شبکه‌های اجتماعی سعی کردند صدای اعتراض خود را برسانند. با تحمیل این نوع از مالیات، پاکستان به تنها منطقه‌ای از جهان تبدیل می‌شود که به این شدت بالا مالیات از اینترنت دریافت می‌کند.

## پیشنهادها خارج از ایالات متحده
رئیس جمهور وقت فرانسه، نیکولا سارکوزی، در ۸ ژانویه ۲۰۰۸ اعلام کرد، که او اخذ مالیات از اینترنت را به عنوان راهی برای تأمین مالی ایستگاه تلویزیون دولتی این کشور پیشنهاد می‌دهد. این پیشنهاد به عنوان بخشی از یک طرح گسترده‌تر برای شبکه سمعی و بصری فرانسه مطرح شد؛ این طرح همچنین شامل پیشنهادهایی مانند "جلوگیری از پخش تبلیغات در کانال‌های عمومی" که سپس بودجه جایگزین آن توسط «مالیات بی‌نهایت کم بر فروش بر روش‌های نوین ارتباطی، مانند دسترسی به اینترنت و تلفن همراه است." تأمین خواهد شد.
در سال ۲۰۱۴ دولت مجارستان پیشنهاد مالیات بر اینترنت را ارائه کرد که توسط یک جنبش توده‌ای در برابر آن مخالفت شد. موضوع Telecommunications in Hungary را ببینید.